# 遠征2
遠征2是歷史上第二次到國際太空站的遠征隊。

## 成員
- 尤里·烏薩切夫（Yury Usachev，RSA，曾執行4次飛行），指令長
- 蘇珊·赫爾姆斯（Susan Helms，NASA，曾執行5次飛行），飛行工程師
- 詹姆斯·福斯（James Voss，NASA，曾執行5次飛行），飛行工程師

1. ↑  . NASA.   [3 January 2011]. （原始内容存档于22 April 2008）.

1. 1 2  . spacefacts.de.   [3 January 2011]. （原始内容存档于21 December 2010）.